# 2-es villamos (Bécs)
A bécsi 2-es jelzésű villamos a város villamoshálózatának egy  tagja. Az északi Engels Frigyes tértől indul déli irányba, ahol a Ringen át a nyugati Dornbachhoz közlekedik, így a város több részének ellátja a belvárosi kapcsolatát.

## Útvonala
| Dornbach felé | Friedlich-Engels-Plarz felé |
| --- | --- |
| Friedrich-Engels-Platz - Marchfeldstraße - Höchstädtplatz - Dresdner Straße - Nordbahnstraße - Taborstraße - Gredlerstraße - Lilienbrunngasse - Marienbrücke - Franz-Josefs-Kai – Ring – Stadiongasse - Josefstädter Straße - Neulerchenfelder Straße - Ottakringer Straße - Taubergasse - Mayssengasse - Wilhelminenstraße - Sandleitengasse - Lascygasse - Paschinggasse - Hernalser Hauptstraße - Güpferlingstraße | Güpferlingstraße – Sandleitengasse – Wilhelminenstraße – Mayssengasse – Rosensteingasse – Johann-Nepomuk-Berger-Platz – Mayssengasse –Taubergasse – Ottakringer Straße – Neulerchenfelder Straße – Josefstädter Straße – Stadiongasse – Ring – Franz-Josefs-Kai – Marienbrücke –Lilienbrunngasse – Gredlerstraße – Taborstraße – Nordbahnstraße – Dresdner Straße – Höchstädtplatz – Marchfeldstraße – Friedrich-Engels-Platz |

## Története
A viszonylat 1981 március elsején lett bevezetve egy átszervezés során, amikor is megszüntették a 43-as villamost és létrehoztak 2-es jelzéssel egy új viszonylatot. Ez a járat a nyugati Neuwaldeggtől indulva a 43-as vonalán jutott el a belvárosba, ahol körbejárta a Ringet majd visszatért Neuwaldegghez.
Négy év múlva, 1985-ben visszaállították a 43-as villamost és innentől kezdve a 2-es villamosjárat csak a Ringet járta körbe, egy nagy körjáratként. Rá egy évre létrejött a vele megegyező útvonalon, ám a Ringet ellentétes útvonalon körbejáró 1-es villamos is egy átszervezéssel. Ekkor a Ringen köröző 1-es és 2-es villamos Bécs két igen híres viszonylata lett.
A két körjáratot 2008. október 26-án összevonták több járattal és így megszűnt a körjárat jelleg. A 2-es villamos magába olvasztotta az Ottakringhez közlekedő J villamost, valamint az átszervezésnél szintén megszüntetett N viszonylat útvonalának egy részén lett vezetve, így létrejött az új hosszú 2-es villamos az Engels Frigyes tér és Ottakring között.
A vonalat 2017 szeptember 2-án kicsit újra megvariálták, mivel az Ottakringi szakaszon négy villamosvonal, a 46-2-44-43 felállásban egymással teljesen párhuzamosan haladt, kereszt irányba átszállási kényszer állt fenn, míg egyes útirányokat két viszonylat is lefedett. Így született a döntés, hogy a 2-es és 44-es vonalak pályáját félúton felcserélik, így alakult ki, hogy a 2-es Dornbachhoz, a 44-es Ottakringhez közlekedik. A viszonylatok a Johann-Nepomuk-Berger-Platztól cseréltek útvonalat, amit át is kellett építeni. A változások az 1-es metró hosszabbításához kötődő menetrendváltással léptek életbe.

## Járművek
A viszonylaton alacsony padlós ULF valamint magas padlós E2-es villamosok közlekednek. Az ULF-ek közül a B és B1 altípussal lehet találkozni, az E sorozatú járművek pedig c5-ös pótkocsikkal közlekednek. A járműkiadást Brigittenau és Ottakring kocsiszínek biztosítják.

## Megállóhelyei
| 2 (Friedrich-Engels-Platz ◄► Dornbach) | 2 (Friedrich-Engels-Platz ◄► Dornbach) | 2 (Friedrich-Engels-Platz ◄► Dornbach) | 2 (Friedrich-Engels-Platz ◄► Dornbach)             | 2 (Friedrich-Engels-Platz ◄► Dornbach) |
| Perc (↓)                               | Megállóhely                            | Perc (↑)                               | Átszállási kapcsolatok                             |                                        |
| -------------------------------------- | -------------------------------------- | -------------------------------------- | -------------------------------------------------- | -------------------------------------- |
| 0                                      | Friedrich-Engels-Platz végállomás      | 49                                     | 31, 33 5A, 11A, 11B                                |                                        |
| 3                                      | Höchstädtplatz                         | 47                                     | 31, 33 37A                                         |                                        |
| 4                                      | Dresdner Straße                        | 46                                     | U6 5A, 37A                                         |                                        |
| 5                                      | Traisengasse                           | 44                                     | S1 , S2 , S3 , S4 , S7 5A, 37A                     |                                        |
| 6                                      | Innstraße                              | 43                                     |                                                    |                                        |
| 7                                      | Rebhanngasse                           | 42                                     |                                                    |                                        |
| 9                                      | Am Tabor                               | 41                                     | 5                                                  |                                        |
| 10                                     | Heinestraße                            | 39                                     | 5B                                                 |                                        |
| 11                                     | Taborstraße                            | 38                                     | U2 5B                                              |                                        |
| 13                                     | Karmeliterplatz                        | 37                                     | 5A                                                 |                                        |
| ∫                                      | Gredlerstraße                          | 36                                     |                                                    |                                        |
| 14                                     | Marienbrücke                           | ∫                                      |                                                    |                                        |
| 16                                     | Schwedenplatz                          | 34                                     | U1 , U4 1, VRT 2A                                  |                                        |
| 19                                     | Julius-Raab-Platz                      | 31                                     | 1                                                  |                                        |
| 21                                     | Stubentor                              | 30                                     | U3 3A, 74A                                         |                                        |
| 22                                     | Weihburggasse                          | 28                                     |                                                    |                                        |
| 23                                     | Schwarzenbergplatz                     | 27                                     | D, 71 2A, 4A                                       |                                        |
| 25                                     | Oper, Karlsplatz                       | 25                                     | U1 , U4 1, 62, 71, D, U2Z 4A, 59A Wiener Lokalbahn |                                        |
| 27                                     | Burgring                               | 23                                     | 1, 71, D, U2Z 57A                                  |                                        |
| 28                                     | Ring, Volkstheater                     | 21                                     | U2 , U3 1, 46, 49, 71, D, U2Z 48A                  |                                        |
| 30                                     | Parlament                              | ∫                                      | 1, 71, D, U2Z                                      |                                        |
| 32                                     | Rathaus                                | 19                                     |                                                    |                                        |
| 33                                     | Josefstädter Straße, Lederergasse      | 17                                     | 13A                                                |                                        |
| 35                                     | Albertgasse                            | 16                                     | 5, 33                                              |                                        |
| 36                                     | Blindengasse                           | ∫                                      | 5, 33                                              |                                        |
| 37                                     | Josefstädter Straße                    | 15                                     | U6 33                                              |                                        |
| 38                                     | Brunnengasse                           | 13                                     |                                                    |                                        |
| 40                                     | Neulerchenfelder Straße, Haberlgasse   | 12                                     |                                                    |                                        |
| 42                                     | Johann-Nepomuk-Berger-Platz            | 10                                     | 9, 44                                              |                                        |
| 43                                     | Mayssengasse                           | 8                                      | 9                                                  |                                        |
| 45                                     | Wilhelminenstraße                      | 7                                      | 10A                                                |                                        |
| 46                                     | Römergasse                             | 5                                      |                                                    |                                        |
| 47                                     | Sandleitengasse                        | 4                                      | 10 46A, 46B                                        |                                        |
| 49                                     | Liebknechtgasse                        | 2                                      | 10                                                 |                                        |
| 51                                     | Dornbach végállomás                    | 0                                      | 10, 43 44A, 44B                                    |                                        |

## Galéria

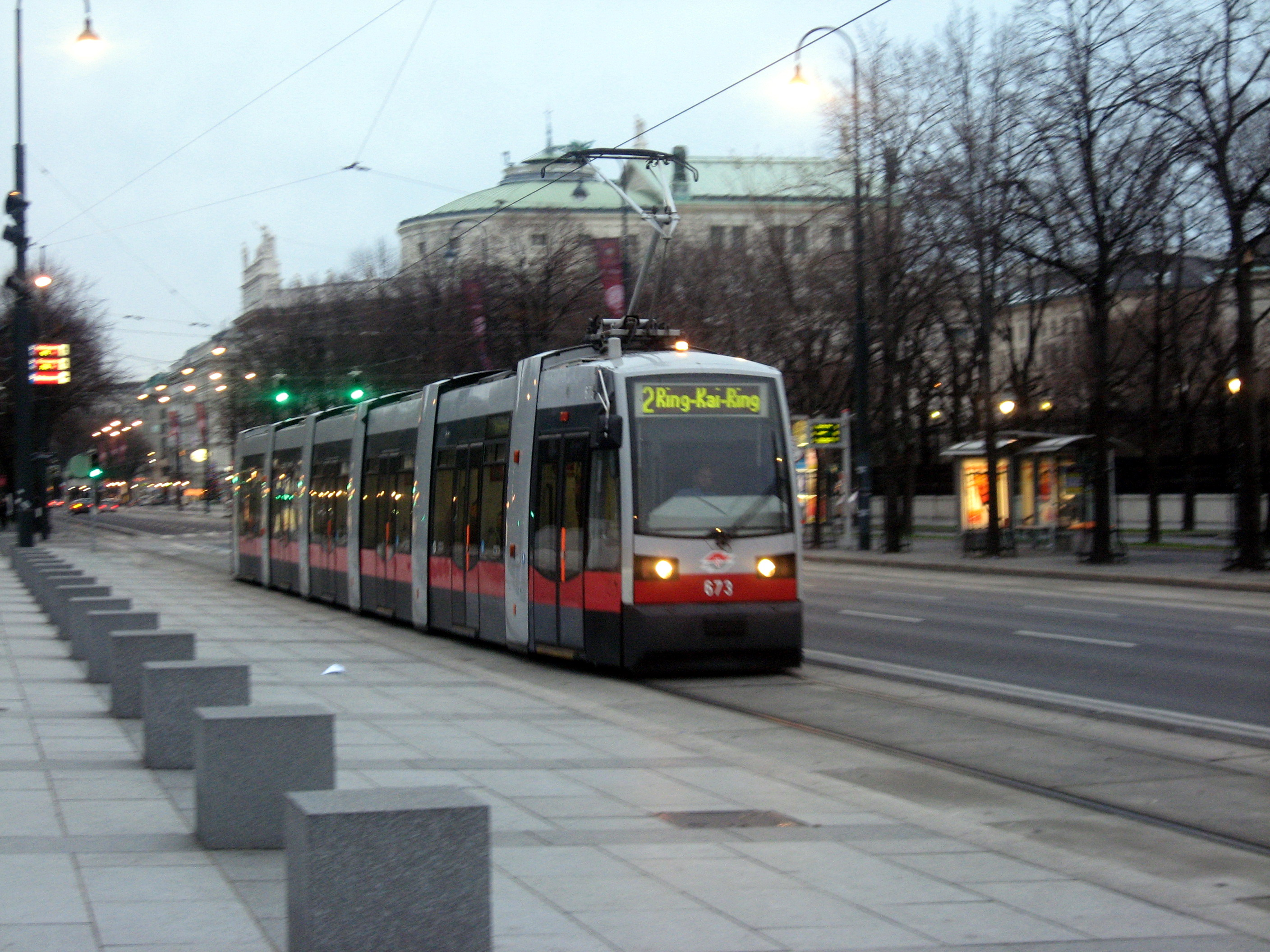
2007-ben, amikor még a Ringen körözött
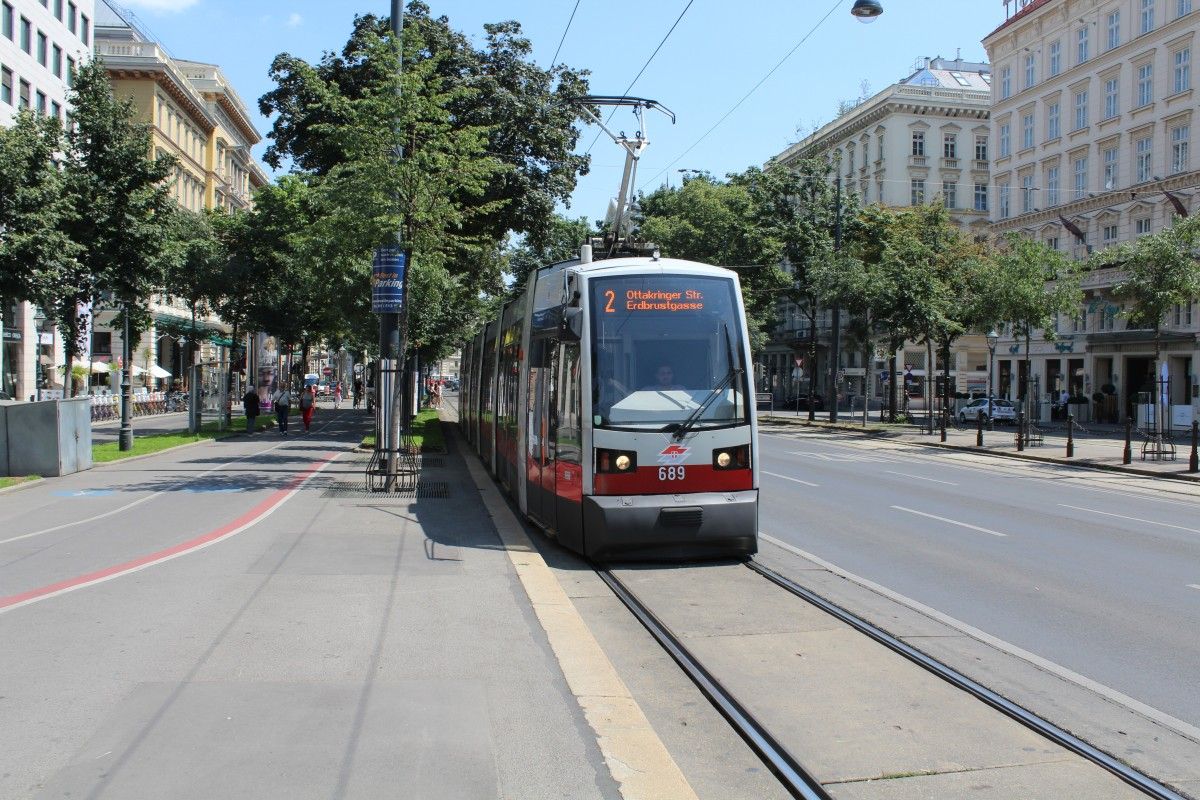
ULF a Ringen
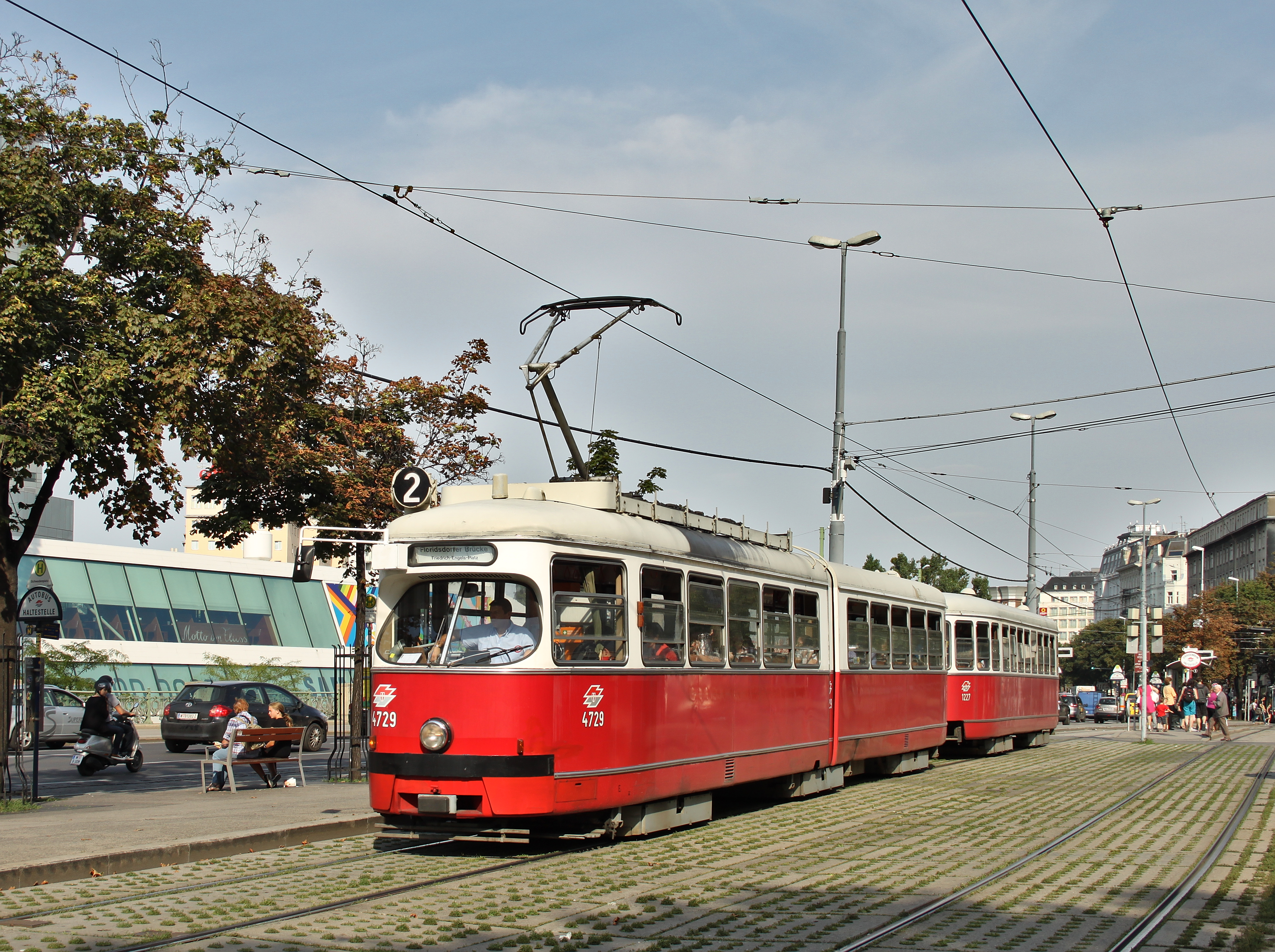
SGP E1, Schwedenplatz
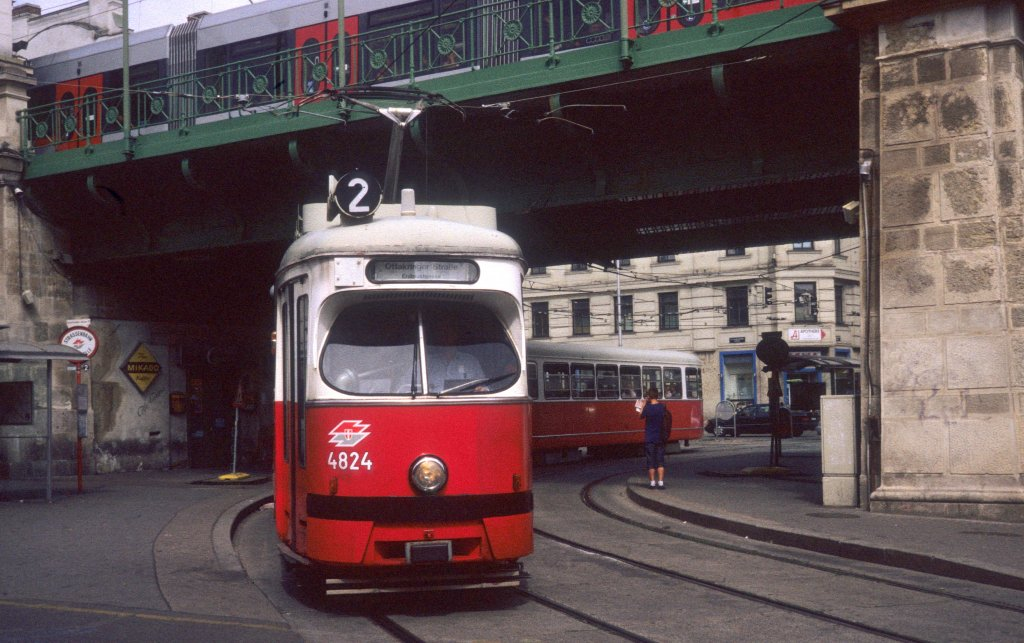
A villamos Josefstädter Straßénál az U6-os metró alatt megy át
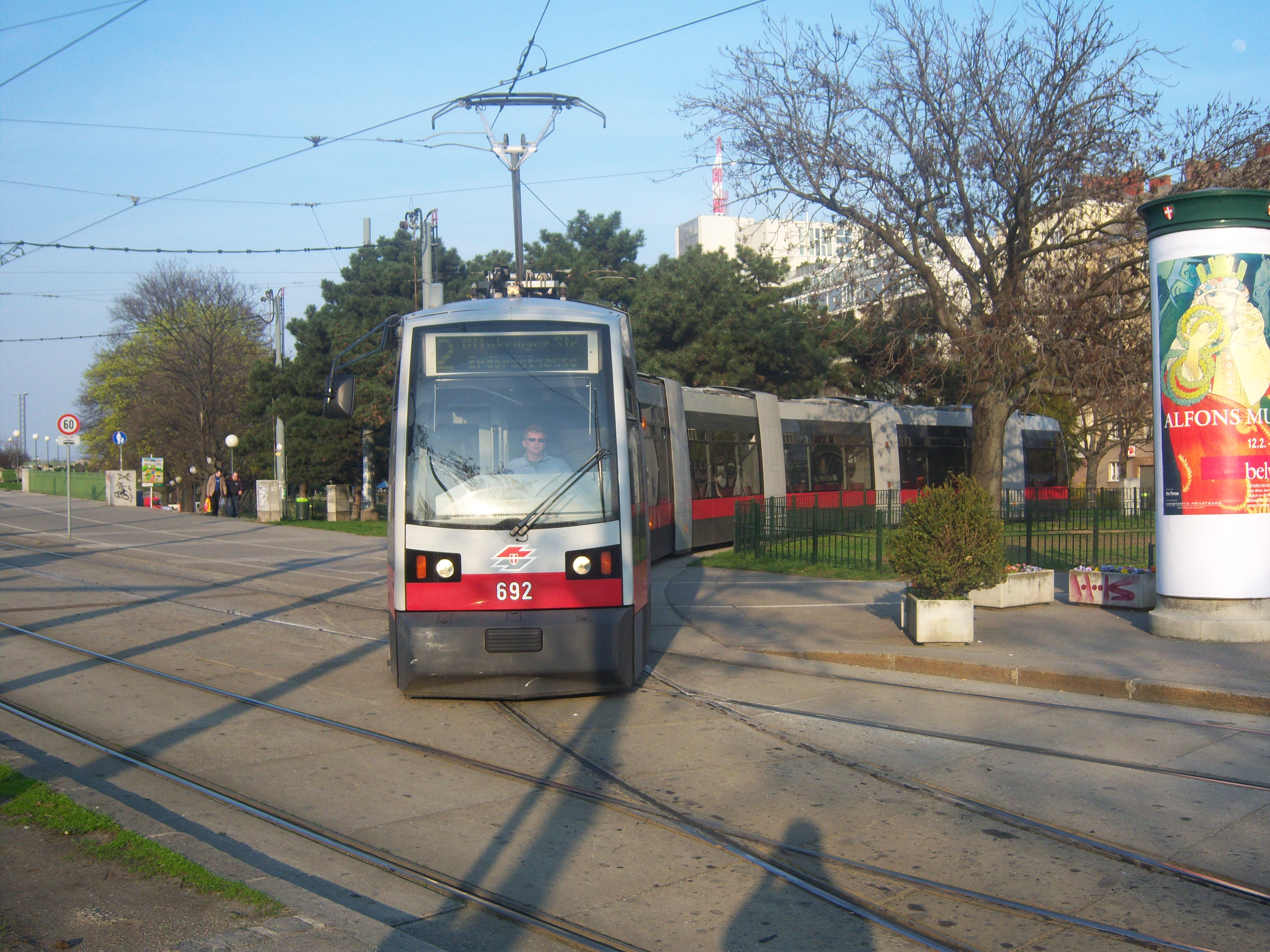
Engels Frigyes tér, ULF
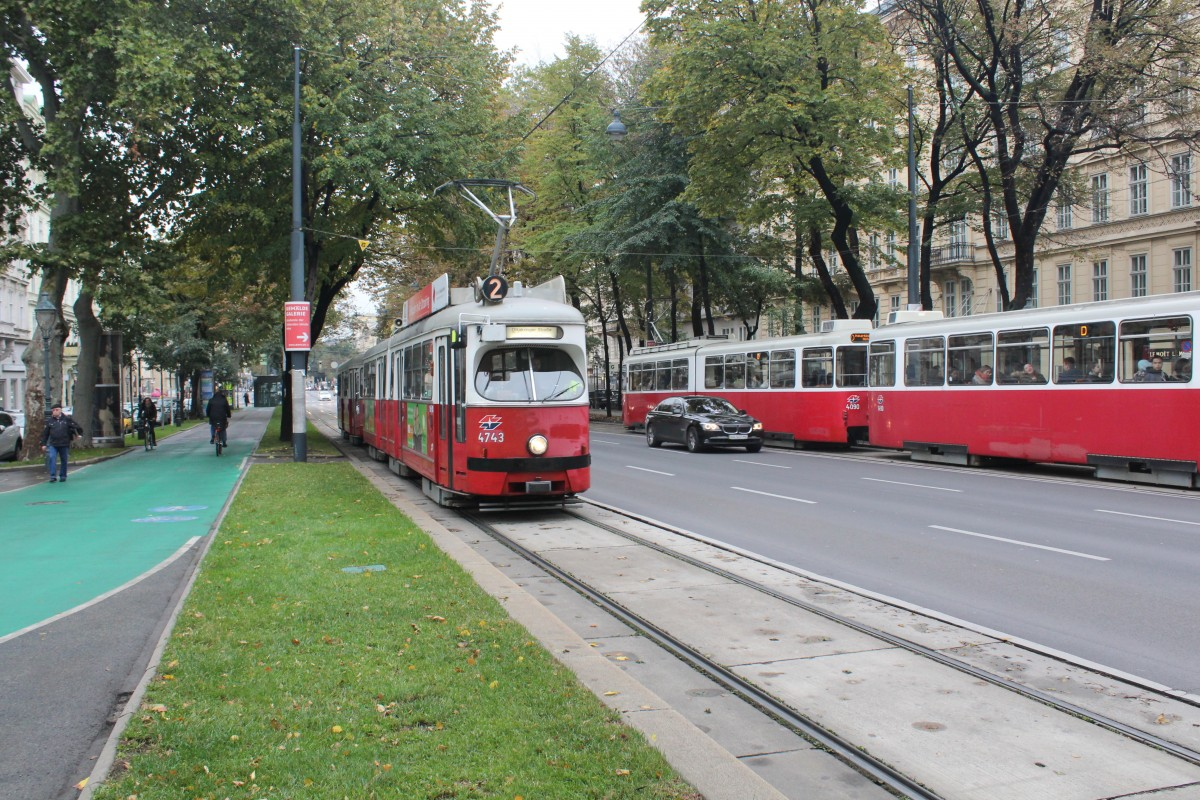
A Ringen